# Guido Ascari
Guido Ascari (Modena, 10 dicembre 1969) è un economista italiano specializzato in economia monetaria e macroeconomia. È professore ordinario di economia presso l'Università degli Studi di Pavia e dal 2021 ricopre il ruolo di Economic Advisor e Head of Monetary Policy presso De Nederlandsche Bank (DNB), la banca centrale dei Paesi Bassi. La ricerca di Ascari si concentra sull'economia monetaria, inclusi modelli dinamici e stocastici di equilibrio economico generale (DSGE), dinamica dell'inflazione, e interazione fra politica monetaria e fiscale.

## Biografia

### Infanzia ed educazione
Guido Ascari nasce a Modena nel 1969 ma si trasferisce a Pavia in tenera età per il lavoro del padre Edoardo, noto ematologo.
Si laurea in economia nel 1993 presso l'Università degli Studi di Pavia con una tesi su "Investimento in scorte e teoria del ciclo". Successivamente consegue, nel 1995, un Master of Science (M.Sc.) e, nel 1999, un Ph.D. presso l'Università di Warwick, UK, con una tesi su "Staggered Wages and Monetary Policy: a Dynamic General Equilibrium Approach". Ha inoltre ottenuto un dottorato di ricerca sempre presso l'Università di Pavia nel 1997 con una tesi su "Un modello dinamico con agenti ottimizzanti e salari sovrapposti", vincendo la prima edizione 1997 del premio SIE (Società Italiana di Economia) per tesi di dottorato di ricerca in ambito economico.

### Carriera
Dal 1998 al 1999 è stato Jean Monnet Fellow presso lo European University Institute di Firenze. Ha iniziato la carriera accademica presso l'Università degli Studi di Pavia, dove tutt'ora insegna, diventando professore ordinario nel 2007. Tra il 2014 e il 2021 è stato Professor of Economics presso l'Università di Oxford e Fellow presso il Somerville College.
Nel settembre 2021, dopo il suo incarico nel Regno Unito, Ascari ha assunto anche il ruolo di Economic Advisor e Head of Monetary Policy presso De Nederlandsche Bank (DNB), nei Paesi Bassi, dove contribuisce alla ricerca della banca centrale sulla politica macroeconomica, collaborando frequentemente con ricercatori di banche centrali e accademici in Italia ed in Europa.

### Aree di ricerca
Ascari è specializzato in economia monetaria. Ha focalizzato la propria attenzione sul comportamento dell'inflazione e sui relativi effetti a lungo termine sull'economia; con particolare interesse per i modelli dinamici e stocastici di equilibrio economico generale (DSGE, Dynamic Stochastic General Equilibrium) per analizzare fluttuazioni del ciclo economico, dinamiche inflazionistiche, interazioni tra politiche monetarie e fiscali e fluttuazioni macroeconomiche guidate dalle aspettative (come le convinzioni e le aspettative di imprese e consumatori possano portare a esiti economici autoavveranti). Ad esempio, Ascari ha studiato come l’inflazione di tendenza possa influenzare il PIL e le condizioni in cui la curva di Phillips a lungo termine può discostarsi dalla classica forma verticale.

### Pubblicazioni principali
Ascari ha pubblicato ampiamente su riviste economiche peer-reviewed. È autore o coautore di molti articoli di ricerca, tra cui contributi su American Economic Review, Economic Journal, European Economic Review, Journal of Economic Literature, Journal of Economic Theory, Journal of International Economics, Journal of Monetary Economics, Journal of Money, Credit and Banking, Review of Economic Dynamics ed altri . Le sue pubblicazioni affrontano spesso aspetti teorici ed empirici dell’inflazione e della politica monetaria. Uno dei lavori più citati di Ascari è "The Macroeconomics of Trend Inflation", co-autore con A. Sbordone, e pubblicato nel Journal of Economic Literature nel 2014. In questo articolo si esamina come una tendenza inflazionistica persistente possa influenzare la stabilità macroeconomica e la determinazione degli equilibri economici. Un altro articolo di Ascari è "The unbearable lightness of equilibria in a low interest rate environment", co-autore S. Mavroeidis e pubblicato nel Journal of Monetary Economics  nel 2022. Analizzando la difficoltà dei modelli macroeconomici standard (come il modello neokeynesiano) con il vincolo del zero lower bound (ZLB) nel garantire l'esistenza e l'unicità dell'equilibrio, gli autori individuano le condizioni generali per garantire quest'ultime. Ascari contribuisce inoltre regolarmente alle discussioni sulla politica monetaria attraverso forum, come il Centre for Economic Policy Research (CEPR) e The European Money and Finance Forum (SUERF), o attraverso articoli, ad esempio per Il Foglio.